# Tapinoma modestum
Tapinoma modestum este o specie de furnică din genul Tapinoma Descrisă de  Santschi în 1932, specia este endemică pentru Benin și Zimbabwe.